# 29 februari
29 februari wordt ook wel schrikkeldag genoemd en komt alleen voor in een schrikkeljaar. Het is de 60e dag van het jaar in een schrikkeljaar. Hierna volgen nog 306 dagen tot het einde van het jaar.

## Gebeurtenissen
- Algemeen
  - 1324 - Cagliari (Sardinië): Slag bij Lucocisterna tussen Aragon en Pisa.
  - 1712 - In Zweden wordt 29 februari gevolgd door 30 februari.
  - 1960 - De oude stad Agadir in Marokko wordt verwoest door twee aardbevingen. Alhoewel de kracht beperkt is (5,7 op de schaal van Richter), blijft vrijwel geen steen op de andere. 15.000 mensen verliezen het leven.
  - 1996 - Een vliegtuigcrash van een Boeing 737-222 in de Andes (Peru) kost aan 123 mensen het leven.[1]
  - 2012 - Catherine De Bolle legt, als eerste vrouw ooit, de eed af als hoofd van de federale politie van België.
  - 2024 - In Sidi Thabet, een plaats in het gouvernement Ariana (Tunesië), ontstaat een grote tornado. Tornado's komen niet vaak voor in het land en veroorzaken meestal weinig schade.[2]
  - 2024 - Een brand in een gebouw van zeven verdiepingen met daarin meerdere restaurants in Dhaka (Bangladesh) eist het leven van zeker 43 mensen en tientallen zwaargewonden worden overgebracht naar het ziekenhuis.[3]

- Criminaliteit en veiligheid
  - 1980 - Een pand in de Vondelstraat in Amsterdam wordt na ontruiming opnieuw gekraakt waarna de eerste krakersrellen uitbreken.
  - 2024 - De wegens een steekpartij en drugshandel veroordeelde voetballer Quincy Promes wordt aangehouden in Dubai.[4][5]

- Kunst en cultuur
  - 1940 - De film Gone with the Wind wint acht Oscars.

- Oorlog
  - 2024 - Tijdens de Hamas-Israël oorlog schiet het Israëlisch leger op Palestijnen bij een humanitair hulpkonvooi in Noord-Gaza. Er vallen meer dan honderd doden en honderden gewonden.[6][7]

- Politiek
  - 2012 - De radicale Zuid-Afrikaanse jeugdleider Julius Malema wordt uit het ANC gezet.

- Sport
  - 1964 - Zwemster Dawn Fraser uit Australië scherpt in Sydney haar eigen wereldrecord op de 100 meter vrije slag aan tot 58,9.
  - 1972 - Hank Aaron is de eerste honkbalspeler die een jaarcontract van 200.000 dollar tekent.
  - 2012 - In het pas opgeleverde Nationaal Stadion in Warschau spelen de voetbalteams van Polen en Portugal met 0-0 gelijk in een vriendschappelijke wedstrijd.

- Wetenschap en technologie
  - 2024 - Lancering van een Sojoez 2.1b raket vanaf Vostotsjny Kosmodroom 1S voor de Meteor-M no2-4 and others missie. Meteor-M no2-4 is een weersatelliet. Verder draagt de raket een serie andere ladingen.[8]
  - 2024 - Lancering met een Lange Mars 3B/E raket van China Aerospace Science Corporation (CASC) vanaf lanceerbasis Xichang LC-2 van de WHG-01 missie met de gelijknamige communicatiesatelliet.[9]
  - 2024 - Lancering van een Falcon 9 raket van SpaceX vanaf Kennedy Space Center Lanceercomplex 40 voor de Starlink group 6-40 missie met 23 Starlink satellieten.[10]
  - 2024 - Bij onbemande tankstations van de bedrijven Allied Fuel, Gull, Z Energy en BP in Nieuw-Zeeland kan er niet getankt worden omdat betaalsoftware niet werkt. Volgens de leverancier van de software komt dit omdat het schrikkeldag is. Het bedrijf gaat het probleem onderzoeken.[11]

## Geboren

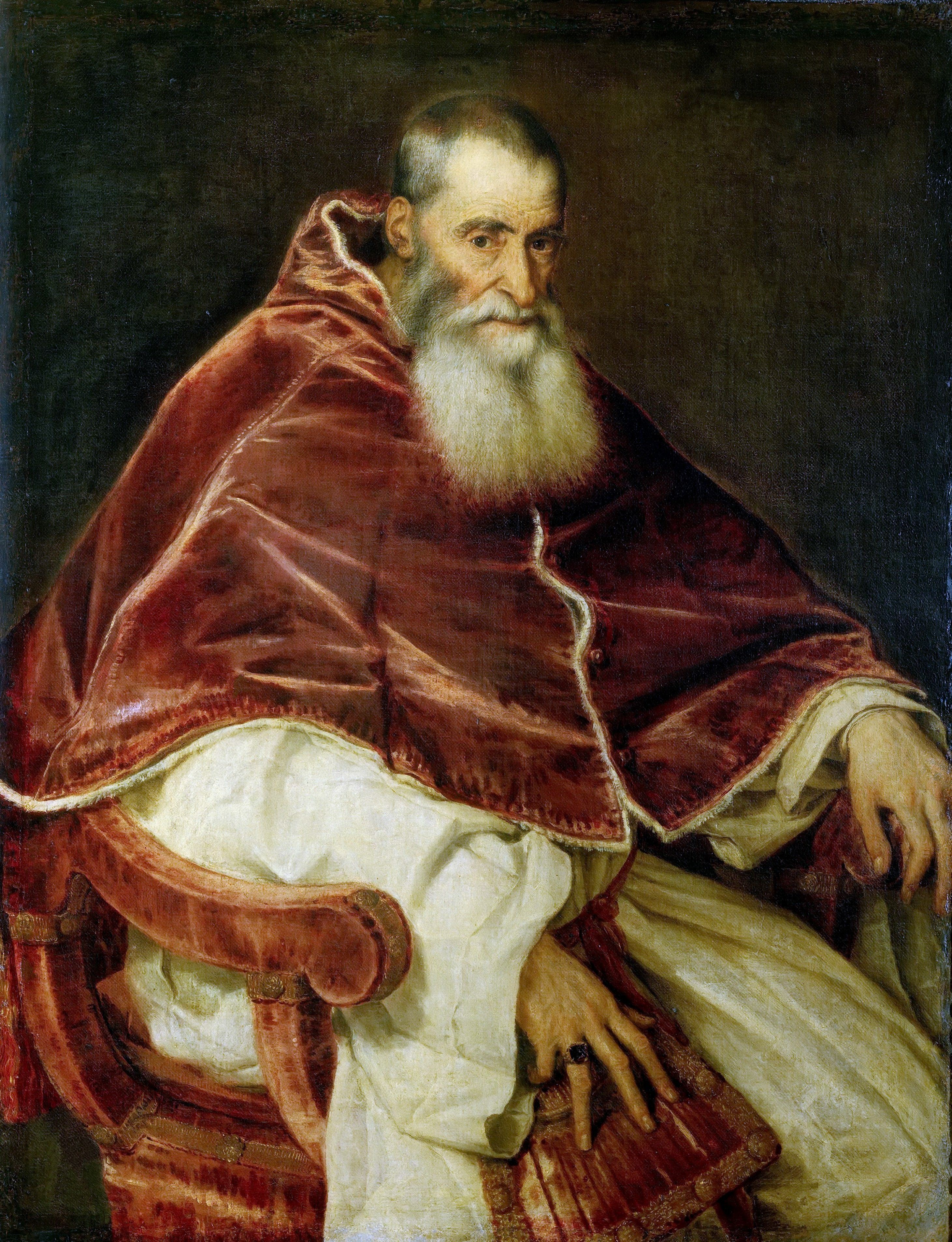
Paus Paulus III
geboren in 1468

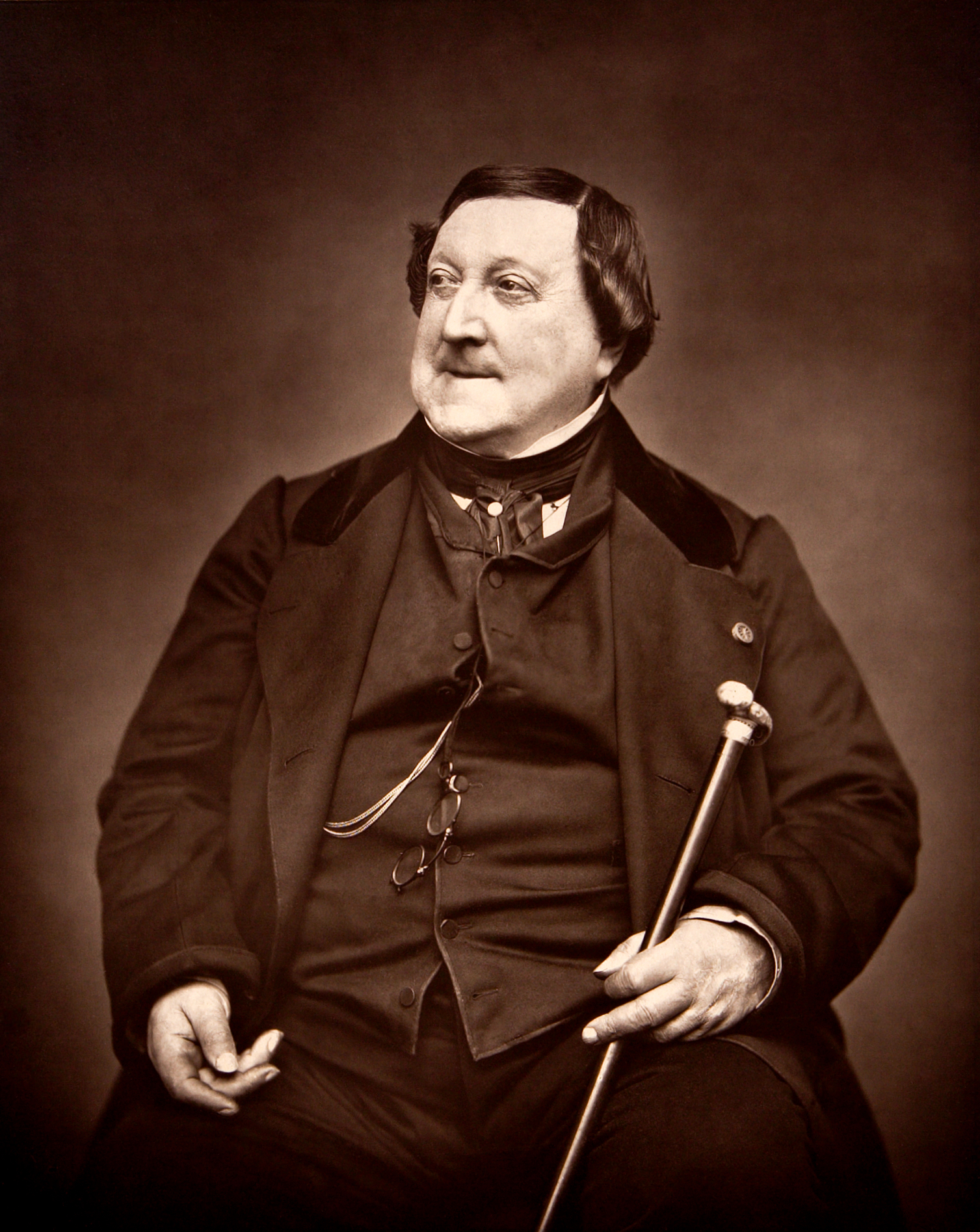
Gioachino Rossini
geboren in 1792

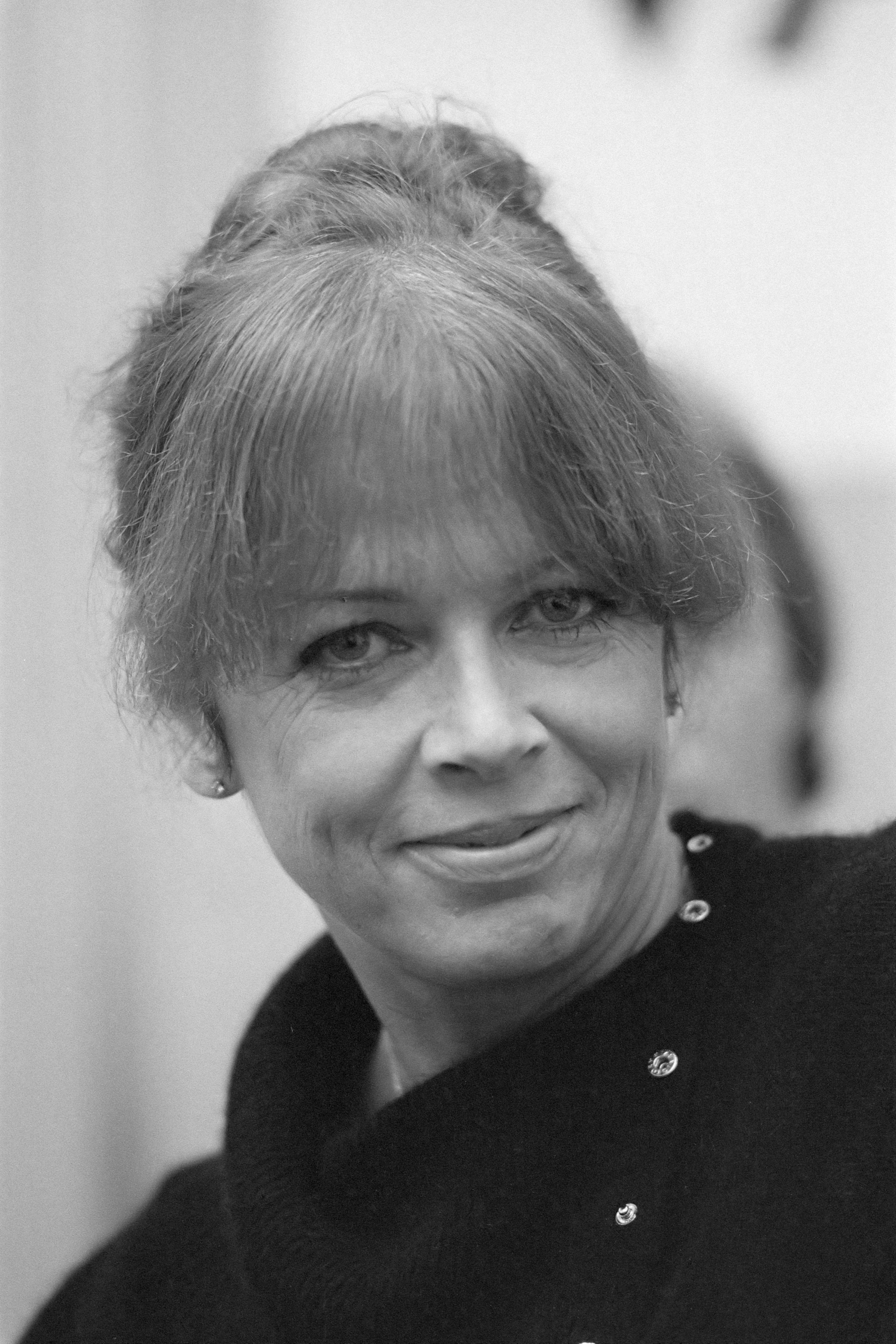
Sonja Barend
geboren in 1940

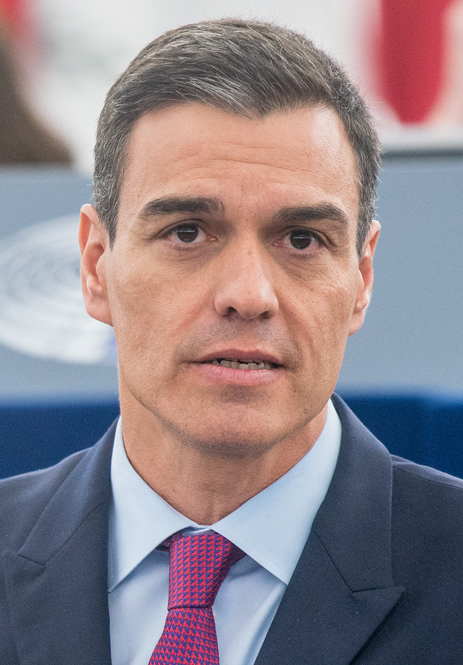
Pedro Sánchez
geboren in 1972

- 1468 - Alessandro Farnese, de latere Paus Paulus III (overleden 1549)
- 1528 - Albrecht V van Beieren, hertog van Beieren (overleden 1579)
- 1780 - Adolph Warner van Pallandt van Beerse, Nederlands politicus (overleden 1848)
- 1792 - Gioachino Rossini, Italiaans componist (overleden 1868)
- 1812 - James Milne Wilson, Australisch politicus; premier van Tasmanië (overleden 1880)
- 1852 - prins George Maksimilianovitsj van Leuchtenberg, Russisch edelman (overleden 1912)
- 1860 - Herman Hollerith, Amerikaans uitvinder van de ponskaart (overleden 1929)
- 1880 - Teofilo Sison, Filipijns jurist, politicus en minister (overleden 1975)
- 1888 - Domenico Tardini, Italiaans kardinaal (overleden 1961)
- 1892 - Arsène Alancourt, Frans wielrenner (overleden 1965)
- 1896 - Morarji Desai, Indiaas politicus en premier (overleden 1995)
- 1896 - Rudolfus Hermanus Josephus Harbers, Nederlands burgemeester (overleden 1952)
- 1896 - Wladimir Vogel, Zwitsers componist (overleden 1984)
- 1896 - William A. Wellman, Amerikaans filmregisseur (overleden 1975)
- 1896 - Derk Zijlker, Nederlands voetballer (overleden 1942)
- 1904 - Rukmini Devi Arundale, Indiaas politica en theosofe (overleden 1986)
- 1908 - Balthus, Frans kunstschilder (overleden 2001)
- 1920 - James Mitchell, Amerikaans acteur en danser (overleden 2010)
- 1920 - Michèle Morgan, Frans actrice (overleden 2016)
- 1924 - Andrzej Maria Deskur, Pools kardinaal (overleden 2011)
- 1924 - Vladimir Krjoetsjkov, Sovjet-Russisch politicus (overleden 2007)
- 1924 - Pierre Sinibaldi, Frans voetballer (overleden 2012)
- 1928 - Tempest Storm, Amerikaans danseres (overleden 2021)
- 1932 - Masten Gregory, Amerikaans autocoureur (overleden 1985)
- 1932 - Toon Geurts, Olympisch kanovaarder (overleden 2017)
- 1932 - Co de Kloet, Nederlands radiopresentator en schrijver (overleden 2020)
- 1936 - Salo Muller, Nederlands fysiotherapeut en publicist
- 1936 - Wiel Vestjens, Nederlands zanger (overleden 2018)
- 1940 - Sonja Barend, Nederlands televisiepresentatrice
- 1940 - Bartholomeus I, patriarch van Constantinopel
- 1940 - Margit Carstensen, Duits actrice (overleden 2023)
- 1940 - Jozjef Sabo, Oekraïens voetballer en trainer
- 1940 - Manu Verreth, Belgisch acteur (overleden 2009)
- 1940 - René Verreth, Belgisch acteur
- 1944 - David Briggs, Amerikaans muziekproducent (overleden 1995)
- 1944 - Dennis Farina, Amerikaans acteur (overleden 2013)
- 1944 - Oleksandr Moroz, Oekraïens politicus
- 1948 - Richie Cole, Amerikaans jazzsaxofonist (overleden 2020)
- 1948 - Johnny Delgado, Filipijns acteur (overleden 2009)
- 1948 - Ken Foree, Amerikaans acteur
- 1948 - Patricia A. McKillip, Amerikaans fantasy- en sciencefictionschrijfster (overleden 2022)
- 1948 - Martin Suter, Zwitsers auteur
- 1952 - Roger Gustafsson, Zweeds voetballer en voetbalcoach
- 1952 - Oswaldo Payá, Cubaans dissident (overleden 2012)
- 1952 - Tim Powers, Amerikaans auteur
- 1952 - Raisa Smetanina, Russisch langlaufer
- 1956 - Pieter Jansen, Nederlands dirigent, pianist en slagwerker
- 1956 - Tamaz Kostava, Sovjet-Georgisch voetballer
- 1956 - Eric Mulder, Nederlands bioloog en paleontoloog
- 1956 - Aileen Wuornos, Amerikaans seriemoordenaar (overleden 2002)
- 1960 - Carsten Bunk, Oost-Duits roeier
- 1960 - Khaled, Algerijns zanger
- 1960 - Scott Molina, Amerikaans triatleet
- 1960 - Richard Ramirez, Amerikaans seriemoordenaar
- 1960 - Tony Robbins, Amerikaans personal coach, spreker en schrijver
- 1964 - Carmel Busuttil, Maltees voetballer
- 1964 - Martin France, Brits jazzdrummer (overleden 2024)
- 1964 - Marek Leśniak, Pools voetballer en voetbalcoach
- 1964 - Ellen Pieters, Nederlands actrice en zangeres
- 1968 - Karen Robinson, Brits-Canadees actrice
- 1968 - Sandy Wenderhold, Nederlands uitgever
- 1972 - Rui Águas, Portugees autocoureur
- 1972 - Ángel Castresana, Spaans wielrenner
- 1972 - Andries Kramer, Nederlands schaatser
- 1972 - Antonio Sabato jr., Amerikaans acteur
- 1972 - Pedro Sánchez, Spaans politicus en premier
- 1976 - Gehad Grisha, Egyptisch voetbalscheidsrechter
- 1976 - Ja Rule, Amerikaans rapper
- 1980 - Kristin Fraser, Azerbeidzjaans kunstschaatsster
- 1980 - Ivan Goi, Italiaans motorcoureur
- 1980 - Miro Kloosterman, Nederlands acteur en model
- 1980 - Rubén Plaza, Spaans wielrenner
- 1980 - Taylor Twellman, Amerikaans voetballer
- 1984 - Cullen Jones, Amerikaans zwemmer
- 1988 - Benedikt Höwedes, Duits voetballer
- 1988 - Laurien Van den Broeck, Belgisch actrice
- 1992 - Saphir Taïder, Frans-Algerijns-Tunesisch voetballer
- 1992 - Perry Kitchen, Amerikaans voetballer
- 1996 - Reece Prescod, Brits atleet
- 2000 - Tyrese Haliburton, Amerikaans basketballer
- 2000 - Justine Lerond, Frans voetbalster
- 2000 - Ferran Torres, Spaans voetballer
- 2004 - Lydia Jacoby, Amerikaans zwemster
- 2004 - Abduqodir Xusanov, Oezbeeks voetballer
- 2008 - Jorthy Mokio, Belgische voetballer

## Overleden

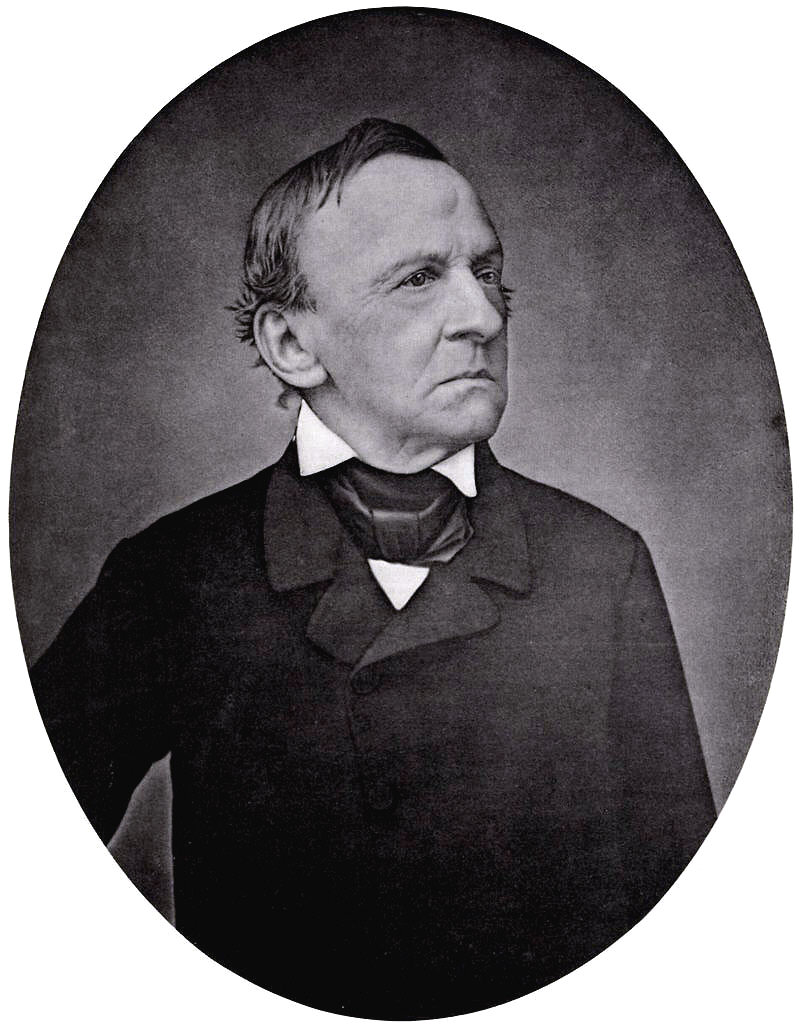
Lodewijk I van Beieren
overleden in 1868

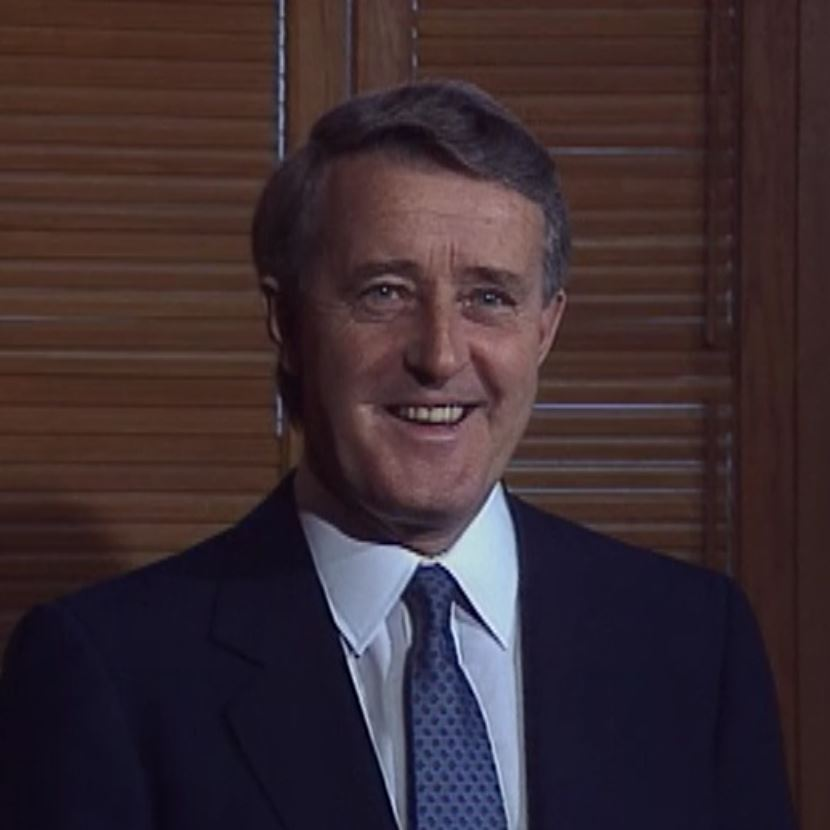
Brian Mulroney
overleden in 2024

- 992 - Oswald van York (±66), Engels bisschop
- 1436 - Rienck Bockema (86), heerschap en ridder uit Sneek
- 1460 - Albrecht III van Beieren (58), hertog van Beieren-München
- 1740 - Pietro Ottoboni (72), Italiaans edelman en kardinaal
- 1744 - John Theophilus Desaguliers (60), Brits natuurfilosoof
- 1868 - Lodewijk I van Beieren (81), koning van Beieren
- 1876 - Jozef Van Lerius (52), Belgisch kunstschilder
- 1880 - James Milne Wilson (68), Australisch politicus; premier van Tasmanië
- 1924 - Willem Levinus Penning (83), Nederlands dichter
- 1932 - Ramon Casas i Carbó, Catalaans kunstschilder en (affiche)tekenaar
- 1944 - Pehr Evind Svinhufvud (82), Fins president
- 1956 - Philip Pinkhof (73), Nederlands journalist en theatertekstschrijver
- 1956 - Elpidio Quirino (65), Filipijns president
- 1964 - Frank Albertson (55), Amerikaans acteur
- 1988 - Willem Jan Wognum (79), Nederlands burgemeester
- 1992 - Shamshi Kaldayakov (61), Kazachs componist
- 1996 - Hendrik Herman Douma (84), Nederlands burgemeester
- 1996 - Wes Farrell (56), Amerikaans songwriter en muziekuitgever
- 1996 - Cor Hoekstra (64), Nederlands cartoonist (Cork)
- 2000 - Ari Tegelberg (36), Fins voetballer
- 2004 - Agenor Gomes (Manga) (74), Braziliaans voetbaldoelman
- 2008 - Erik Ortvad (90), Deens kunstschilder
- 2008 - Jan Lambert Wirix-Speetjens (61), Belgisch bisschop van de Oud Katholieke Kerk in het Bisdom Haarlem
- 2012 - Roland Bautista (60), Amerikaans gitarist
- 2012 - Fioen Blaisse (80), Nederlands beeldhouwster en kunstschilder
- 2012 - Davy Jones (66), Engels zanger en acteur
- 2012 - Karl Kodat (69), Oostenrijks voetballer
- 2012 - Sheldon Moldoff (91), Amerikaans stripmaker
- 2012 - Horacio Morales (68), Filipijns econoom en politicus
- 2012 - Anne Marie Moss (77), Canadees jazzzangeres
- 2016 - Hannes Löhr (73), Duits voetballer
- 2016 - Auck Peanstra (61), Nederlands schrijfster
- 2016 - Louise Rennison (64), Brits schrijfster
- 2016 - Henk Vreekamp (72), Nederlands theoloog en predikant
- 2020 - Ceri Morgan (72), Welsh darter
- 2020 - Éva Székely (92), Hongaars zwemster
- 2024 - David Bordwell (76), Amerikaans filmwetenschapper en auteur
- 2024 - Brian Mulroney (84), Canadees politicus
- 2024 - Ali Hassan Mwinyi (98), Tanzaniaans politicus; president (1985-1995)
- 2024 - Paolo Taviani (92), Italiaans filmregisseur

## Viering/herdenking
- Katholieke Kerk:
  - Heilige Oswald (van York) († 992) (in schrikkeljaren)
  - Zalige Antonia van Florence († 1472) (in schrikkeljaren)

## Weerextremen

### Nederland
| | Officiële records | Officiële records | Officiële records |      | Landelijke records | Landelijke records | Landelijke records                                                                                        |
| Gebeurtenis | Jaar              | Extreem           | Locatie           | Jaar | Extreem            | Locatie            | |
| --- | ----------------- | ----------------- | ----------------- | ---- | ------------------ | ------------------ | --- |
| Laagste etmaalgemiddelde temperatuur (°C) | 1904              | −3,3              | De Bilt           |      | 2004               | −3,6               | Westdorpe                                                                                                 |
| Hoogste etmaalgemiddelde temperatuur (°C) | 1960              | 11,5              | De Bilt           |      | 1960               | 14,3               | Maastricht                                                                                                |
| Laagste minimumtemperatuur (°C) | 1924              | −7,5              | De Bilt           |      | 2004               | −10,0              | Woensdrecht                                                                                               |
| Hoogste minimumtemperatuur (°C) | 2012              | 8,2               | De Bilt           |      | 1960               | 9,8                | Maastricht                                                                                                |
| Laagste maximumtemperatuur (°C) | 1904              | −1,4              | De Bilt           |      | 1904               | −1,4               | De Bilt                                                                                                   |
| Hoogste maximumtemperatuur (°C) | 1992              | 15,7              | De Bilt           |      | 1960               | 19,0               | Maastricht                                                                                                |
| Hoogste uurgemiddelde windsnelheid (m/s) | 1924              | 13,9              | De Bilt           |      | 2008               | 21,0               | Vlakte van De Raan                                                                                        |
| Hoogste windstoot (m/s) | 2020              | 28,0              | De Bilt           |      | 2008               | 29,0               | Cadzand                                                                                                   |
| Langste zonneschijnduur (uur) | 2016              | 9,7               | De Bilt           |      | 1992 2016          | 10,0               | Arcen, Herwijnen, Hoogeveen, Hupsel, Lelystad, Westdorpe, Wilhelminadorp Cabauw, Deelen, Heino, Herwijnen |
| Langste neerslagduur (uur) | 2024              | 16,8              | De Bilt           |      | 2024               | 16,8               | De Bilt                                                                                                   |
| Hoogste etmaalsom van de neerslag (mm) | 2024              | 13,9              | De Bilt           |      | 2000               | 15,9               | Rotterdam                                                                                                 |
| Laagste etmaalgemiddelde relatieve vochtigheid (%) | 1932              | 53                | De Bilt           |      | 1932               | 53                 | De Bilt                                                                                                   |
| Laagste uurwaarde luchtdruk op zeeniveau (hPa) | 2020              | 982,8             | De Bilt           |      | 2020               | 979,2              | Hoorn Terschelling, Vlieland                                                                              |
| Hoogste uurwaarde luchtdruk op zeeniveau (hPa) | 1948              | 1037,2            | De Bilt           |      | 1948               | 1039,0             | Eelde |
| Officiële records worden altijd gemeten op het KNMI-weerstation in De Bilt. Landelijke records kunnen worden gemeten op elk officieel KNMI-weerstation in Nederland. |                   |                   |                   |      |                    |                    | |

Uitzonderlijke gebeurtenissen
- 1992 - Eerste officiële zachte dag van het jaar (maximumtemperatuur ≥ 15 °C in De Bilt)
- 2024 - Officieel langste neerslagduur in uren van het jaar gemeten in De Bilt: 16,8 (voorlopig)
- 2024 - Officieel langste neerslagduur in uren van februari dit jaar gemeten in De Bilt: 16,8 (voorlopig)
- 2024 - Landelijk laagste etmaalgemiddelde relatieve vochtigheid in % van februari dit jaar gemeten in Twenthe: 68 (voorlopig)

### België
Dagrecords
- 1888 - Laagste etmaalgemiddelde temperatuur −6,6 °C
- 1960 - Hoogste etmaalgemiddelde temperatuur 12,6 °C
- 1888 - Laagste minimumtemperatuur −9,7 °C
- 1960 - Hoogste maximumtemperatuur 20,0 °C
- 1988 - Hoogste etmaalsom van de neerslag 18,7 mm

<< · 1 · 2 · 3 · 4 · 5 · 6 · 7 · 8 · 9 · 10 · 11 · 12 · 13 · 14 · 15 · 16 · 17 · 18 · 19 · 20 · 21 · 22 · 23 · 24 · 25 · 26 · 27 · 28 · 29 · (30) · >>